# Zhongguan (köpinghuvudort i Kina, Jiangxi Sheng, lat 29,38, long 116,53)
Zhongguan är en köpinghuvudort i Kina. Den ligger i provinsen Jiangxi, i den sydöstra delen av landet, omkring 100 kilometer nordost om provinshuvudstaden Nanchang. Antalet invånare är 21 601. Befolkningen består av 10 536 kvinnor och 11 065 män. Barn under 15 år utgör 25,0 %, vuxna 15-64 år 68 %, och äldre över 65 år 5,0 %.
Runt Zhongguan är det tätbefolkat, med 511 invånare per kvadratkilometer. Närmaste större samhälle är Youdunjie, 10,2 km öster om Zhongguan. Trakten runt Zhongguan består till största delen av jordbruksmark.
Genomsnittlig årsnederbörd är 2 232 millimeter. Den regnigaste månaden är juni, med i genomsnitt 350 mm nederbörd, och den torraste är oktober, med 55 mm nederbörd.